# Julija Kucko
Julija Kucko (ur. 18 kwietnia 1980 w Baranowiczach) – kazachska siatkarka, grająca jako przyjmująca. Olimpijka z Pekinu.

## Sukcesy klubowe
Tauron Liga
- 2006/07
- 2005/06

Puchar Polski:
- 2006/07

Puchar Kazachstanu:
- 2004/05

Superpuchar Polski:
- 2005/06

Superpuchar Białorusi:
- 2014/15

## Sukcesy reprezentacyjne
Mistrzostwa Azji:
- 2005

Igrzyska Azjatyckie:
- 2010